# フランチェスコ・カルツォーナ
フランチェスコ・カルツォーナ（Francesco Calzona、1968年10月24日 - ）は、イタリア・カラブリア州ヴィボ・ヴァレンツィア出身の元サッカー選手、現サッカー指導者。現役時代のポジションはMF。現在はスロバキア代表とSSCナポリの監督を兼任している。

## 経歴
1985-86シーズンに当時セリエBに所属していたUSアレッツォでプロデビューを果たしたが、プロではたった3試合0得点という成績に終わり、2000年にアマチュアクラブで現役を引退した。
現役引退後が指導者の道に進み、2007年からマウリツィオ・サッリのアシスタントコーチとして指導者キャリアを形成した。2018-19シーズン開幕前にサッリがチェルシーFCの監督に就任した際にサッリの下を離れ、2022年8月30日、スロバキア代表監督の就任し、監督として独り立ちすることを決めた。同代表では、UEFA EURO 2024予選を勝ち抜き、見事本大会出場権を獲得した。
2024年2月19日、ワルテル・マッツァーリの後任としてSSCナポリの新監督に招聘された。